# Pont de Cardè
Le pont de Cardè est le premier pont en béton armé bâti sur le Pô. Il se trouve dans la ville de Cardé, dans la province de Coni, au Piémont. Les travaux pour sa réalisation sont commencés le 5 février et sont terminés le 7 décembre 1914. Le projet a été planifié par Ingegneri Giay Emilio & Eugenio de Turin. Avant sa construction, c'était un pont en bois qui liait Cardè à Villafranca Piemonte et Barge, même s'il était souvent ruiné par les inondations. Le 9 février 2004, pendant des travaux de maintenance au pilier central, le pont s'est affaissé. Maintenant la construction est fermée puisque les travaux pour sa restauration sont en cours. Pendant ce temps, un pont Bailey a été mis en place pour permettre aux véhicules (sauf les camions) de passer.

## Galerie

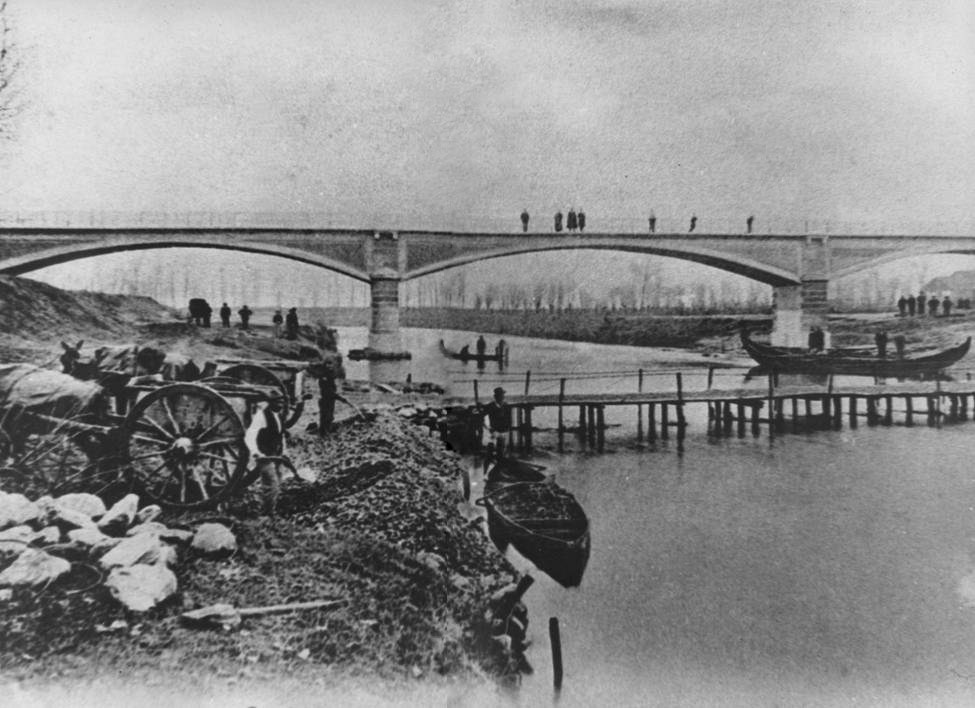
Le nouvel pont en béton armé et la passerelle en bois.
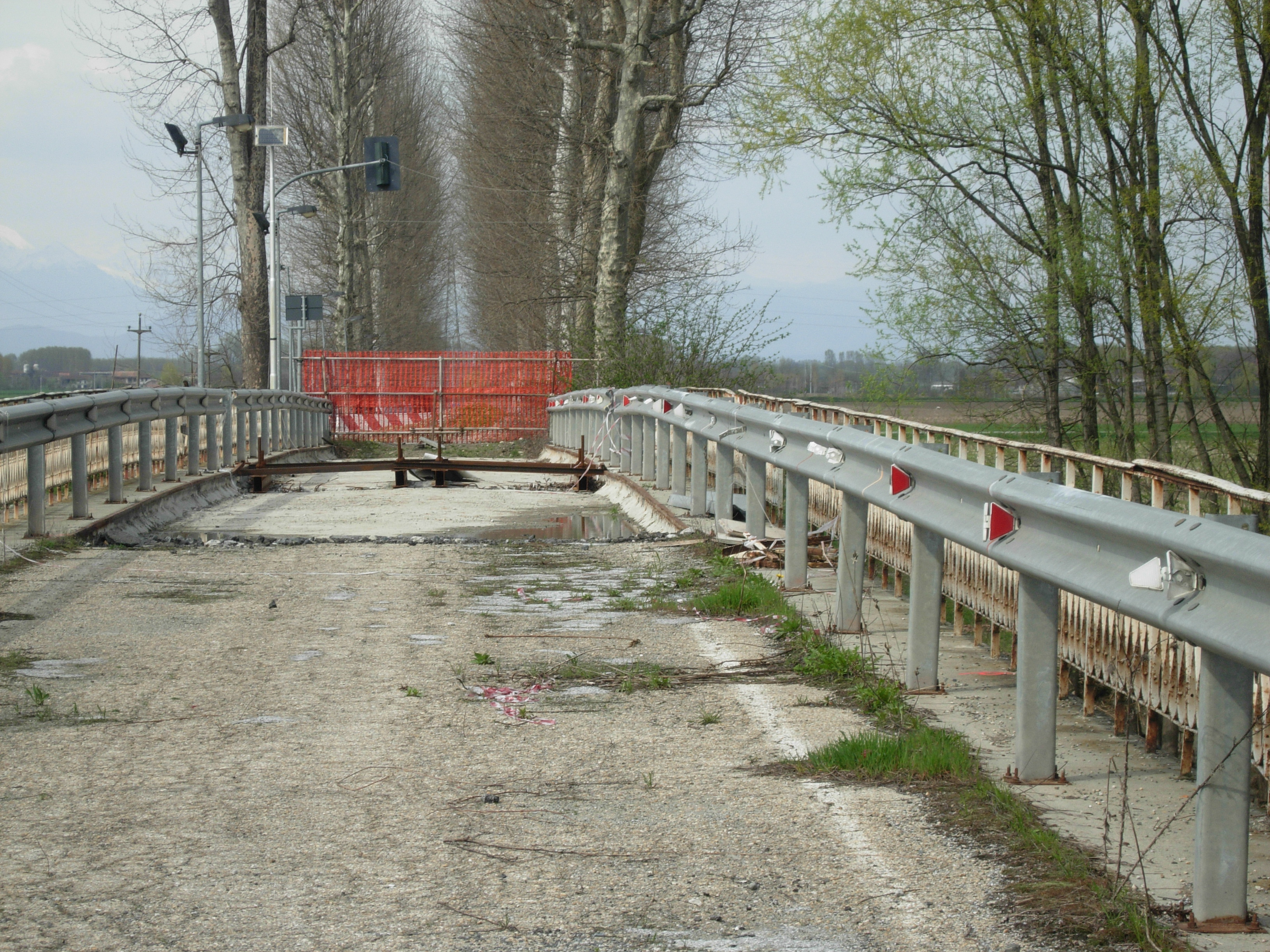
Travaux en cours.
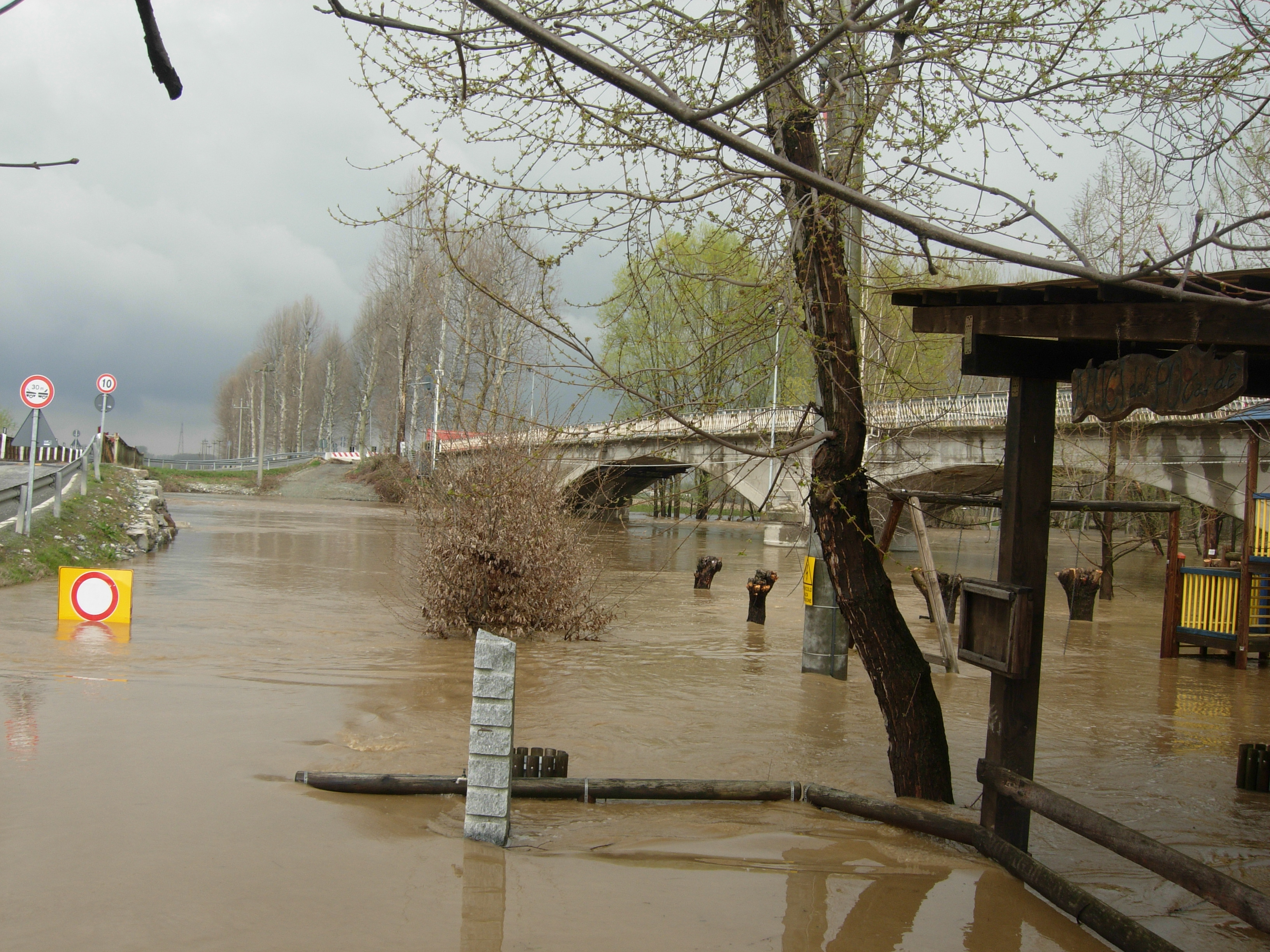
Le pont pendant une inondation.